# Vendredi (roman)
Pour les articles homonymes, voir Vendredi (homonymie).
Vendredi (titre original : Friday) est un roman de Robert A. Heinlein publié en 1982.

## Résumé
Vendredi est le nom de l'héroïne, une jeune femme « génétiquement construite », ce qui en fait un agent secret particulièrement redoutable.
Employée comme coursière pour porter des microfilms, elle est capturée, torturée et violée dès le début de l'histoire. Sauvée par son employeur, Vendredi passe des vacances dans un groupe familial qu'elle fréquente en Nouvelle-Zélande. Les groupes familiaux sont composés de gens aux mœurs échangistes qui vivent en communauté. Sollicitée pour s'engager plus sérieusement avec eux, Vendredi est rejetée au premier désaccord. Elle se sent brimée parce qu'elle a un besoin d'avoir un semblant de vie familiale qu'elle n'a jamais connue. Vendredi a une liaison avec un pilote canadien dont le groupe familial est plus accueillant.
À son retour en Amérique du Nord, une crise politique l'empêche de retourner au travail. Une grande partie du roman montre les efforts de Vendredi pour retrouver son employeur. Elle traverse les anciens États-Unis qui sont morcelés en différents pays dont les idéologies sont antagonistes et de toute façon, ce sont les multinationales qui dirigent. Retrouvée par son employeur, Vendredi est employée comme une sorte de génie intuitif capable de corréler des données a priori sans rapport. Elle prévoit une épidémie de peste. Son employeur mort, elle se rend à Las Vegas où on la recrute comme courrier pour porter un ovule afin que la fille d'un dictateur puisse donner naissance à un héritier. Elle découvre qu'on a fait d'elle une mère porteuse, Vendredi déserte sur une planète coloniale et y retrouve ses amis canadiens.

## Autour du roman
Le roman est situé dans l'univers de la nouvelle « Gulf » (1949), texte politique et assez difficile décrivant dans toute son ambiguïté l'organisation secrète de "Kettle Belly" Baldwin à son apogée, quand Vendredi, roman plus ludique et explicite, la montre déliquescente. Là où « Gulf » montre des surhommes autoproclamés, Vendredi, qui aurait quelque titre à y prétendre, ne rêve au contraire que de devenir une femme "comme les autres".

## Publications
- Vendredi, Robert A. Heinlein, éditions J'ai lu, 1985  (ISBN 2-277-21782-4).